# جون إيدلمان
جون إيدلمان (بالإنجليزية: John Edelman)‏ هو لاعب كرة قاعدة أمريكي، ولد في 27 يوليو 1935 في فيلادلفيا في الولايات المتحدة.